# Солдатская Ташла
Солда́тская Ташла́ — село в Тереньгульском районе Ульяновской области. Расположено на берегу речки Ташелки (приток Свияги).

## Этимология
По одной из версий, этимология названия Ташлы связана с переводом слова «каменный, каменистый» с татарского языка, т.к. вблизи села расположены меловые карьеры. По второй версии, поселение берет название от реки Ташла, которое, в свою очередь с чувашского языка переводится как "бурлящая, танцующая, бить ключом, шуметь, журчать" (чув. Ташла шыв - "Вода, бьющая ключом"). Солдатской Ташла была названа в связи с тем, что в эти окрестности были отправлены служилые крестьяне для обработки земель и обороны границ Симбирской черты.

## История

### Ошель
Городище древних булгар Ошель и племени Аскиль описано Василием Татищевым: «Город Ашля был на правой стороне Волги в верстах семи, котораго остатки видимы и имя в памяти народа хранится, Еще же есть река Ташла ниже Симбирска, где на горе город строение каменное видимо, а ныне близ онаго верстах четырех есть две деревни чувашския, Ташла Солдатская и Ясашная, но сей как именован не известно, и руские так далеко от Волги не ходили. Ашля же точно на Волге» (Татищев, 1995, с. 263). «На нагорной стороне ниже Камы верст с пять был город Ашля; в Симбирском уезде близ села Ташла на горах сказывают не малые здания города Ташлы, о которых в летописях упомянуто» (Татищев 1769 с. 351).

### Солдатская Ташла
7 мая 1675 года из Дикого поля было отведено на пашню в урочищах при речке Ташле солдатам выборного полка Аггея Шепелева: Ваське Фролову сыну Бухову и Алешке Данилову сыну Темникову, «с товарищи», всего десяти человекам, по 20 четвертей (30 десятин) каждому, всего 200 четвертей. Эти солдаты поселились на пожалованной им земле и тем положили начало селению Солдатской Ташле. К ним  в 1685 году присоединились ещё 15 человек солдат того же выборного полка Шепелева, получившие по 30 четвертей каждый. В 1692 году ещё семь солдат того же полка получили по 20 четвертей. Таким образом в течение семнадцати лет в Солдатской Ташле были поселены 32 семьи солдат выборного полка Агея Шепелева и им было дано «в поместье 790 четвертей в поле, а в двух потому ж» т. крестьян. 1185 десятин. 
Этим количеством земли Ташлинские солдаты «безобидно» владели до 1695 года, когда в Симбирск была прислана грамота царя Петра Алексеевича к воеводе Ивану Семеновичу Ларионову, по жалобе Симбирскаго уезда «солдат разных сел и деревень Московскаго выборнаго полка Франца Лефорта» на то, что их братья солдаты «пьяницы и зъерщики», пропивая свои поместья, сдают на сторону помещикам, почему тою грамотою повелено было «на солдатския земли купчих и закладных отнюдь никому не писать под опасением не малого штрафа». Тем не менее, продажа солдатами своих крестьян земель не прекращалась. 
В 1749 году Симбирская провинциальная канцелярия потребовала от всех помещиков Солдатской Ташлы представления документов, подтверждающих права владения землей. В результате в Солдатской Ташле появились следующие помещики: 
- капитан Иван Иванович Акулов (по купчим от 1726 года приобрел 20 четвертей у солдата Ивана Серебрякова и 10 четвертей у солдата Константина Пототуева)
- подканцелярист Иван Андреевич Стукальский (по купчей от 1726 года приобрел 20 четвертей у солдата Ивана Евстифеева Горбунова)
- полковник Егор Петрович Карамзин,
- подполковник Иван Немков,
- полковник Александр Жихарев,
- дворянин Яков Струйсюй (Струйский?),
- майор Василий Белый,
- поручик Илья Немков,
- дворянин Иван Тихомиров,
- помещик Лаврентий Колодничев,
- дворянин Иван Сухов,
- комиссар Иван Лукич Баженов (купил 5 четвертей у отставного солдата Никиты Яковлева Каменева)
- подьячие Тетеревников и Змейкин.

Но документы всех этих лиц оказались совершенными после «запретительного» указа 1727 года, поэтому Провинциальная Канцелярия определила: "от владения купленных ими солдатских земель отказать и владеть им запретить, о том им объявить и те земли возвратить продавцам и их наследникам, а которых помещиков крестьяне живут в селе Ташле на солдатских землях, именно полковника Немкова, Сухова, Струйскаго и поручика Немкова, оных всех из того села выслать вон, кроме Ивана Баженова, коему свести некуда, а потому быть им в том селе до указу. В результате при селе Солдатской Ташле остались, кроме солдат, только три частных лица: Акулов, Стукальский и Баженов.
В 1780 году, при создании Симбирского наместничества, село Солдатская Ташла вошло в состав Сенгилеевского уезда.
Ко времени генерального межевания, поместье капитана Ивана Акулова перешло к жене кол. асс. Елизавете Николаевне Карповой, а имение Стукальскаго и Баженова - к поручице Екатерине Никитишне Теряевой, от матери её, секретарши Аграфены Григорьевой Первухиной, которая приходилась внучкой и Стукальскому, и Баженову. При межевании, у помещиков Солдатской Ташлы оказалось во владении 8817 десятин удобной земли и излишней (или «примерной») земли — 7632 десятины. Излишнюю землю пропорционально распределили между помещиками. В итоге пахотные солдаты (300 дворов с населением в 503 муж. и 481 жен.) получили 8204 дес. 1200 саж., Карпова (14 дворов с населением 20 муж. и 31 жен.) — 334 дес. и Теряева (20 дворов с населением 42 муж. и 45 жен.) — 278 дес. 1200 саж. Дополнительно  было поселено15 дворов дворцовых крестьян (27 муж. и 22 жен.). Таким образом на 1799 год население села Солдатской Ташлы состояло из 592 муж. и 579 жен. (349 дворов).
При специальном межевании в 1841 году, в Солдатской Ташле были помещики: кол. рег. Вера Платоновна Есипова (101 дес. 1790 саж.), кол. асс. Петр Иванович Зилиницкий (197 дес. 1705 саж.) и кол. асс. Екатерина Александровна Валуева (179 дес. 1485 саж.), а удельным крестьянам (бывшим пахотным солдатам ) принадлежало 8803 дес. 2132 саж.
В 1859 году село Солдатская Ташла вошло во 2-й стан Симбирского уезда Симбирской губернии, в котором была церковь.
При освобождении крестьян от крепостной зависимости в 1861 году в Солдатской Ташле числился один только помещик — шт. рот. Николай Алексеевич Панов. При наделении землей образовались два крестьянских общества: бывших удельных крестьян и бывших крестьян Панова. Первое получило в надел на 1004 чел. (336 дворов) 7886 дес. 600 саж. земли, а второе - на 42 чел. (12 дворов) — 168 десятин. Вследствие значительного недостатка надельной земли, почти все домохозяева арендуют у удельного ведомства пахотную землю.
Церковь в с. Солдатской Ташле существует почти с основания села. В сохранившихся до нашего времени книгах Патриаршего Приказа записано, что в Солдатской слободе Симбирскаго уезда выборного полка солдаты Иван Софонов с товарищи, 15 дворов, построили церковь во имя Рождества Христова, в 1700 году. В 1781 году была построена новая деревянная церковь, которую в 1863 году из-за ветхости и тесноты помещения общество передало в бедное село Тумкино Сенгилеевского уезда. А на её месте построило нынешнюю деревянную церковь на каменном фундаменте с четырьмя престолами: главный - в честь Рождества Христова, в одном приделе во имя Святителя и Чудотворца Николая, в другом во имя Святителя Митрофана Воронежского и в трапезе - в честь Успения Божьей Матери. В 1900 году в сельце Белом Гремячеме Ключе построен приписной храм с престолом во имя Святителя и Чудотворца Николая . Причт этой церкви пользовался от общества 124 десятинами пахотной земли и 12 дес. 960 саж. лугов. В 1879 году при церкви утверждено церковное попечительство.
В 1860 году в Солдатской Ташле открыта мужская школа, в 1887 году - женская. В 1891 году при церкви открыто общество трезвости.
В марте 1874 года была открыта земская больница на 26 кроватей, в которой на 1897 год работало 20 человек.
К 1903 г. Солдатская Ташла стало одним из крупных селений Симбирскаго уезда: в нём 579 дворов (550 в обществе бывших удельных крестьян и 29 у бывших Панова, с населением в 3 118 человек (1 462 муж. и 1 656 жен.). Здесь работает 17 картофельно-тёрочных производств, 4 паточных завода, 6 водяных мукомольных мельниц. Кроме того, более 50 домохозяев занимаются на каменоломнях в соседних горах, принадлежащих удельному ведомству: снимая участки, ташлинцы добывали и обрабатывали меловые камни, востребованные за пределами Симбирской губернии. Ташлинские каменоломы славились выделкой хороших жерновов. Масленицкий в 1783 году писал, что Ясашная Ташла (а равно и Солдатская Ташла) «лежит при довольно высоких каменных хребтах, из которых выкалывая звенья, делают жернова и точилы».
С 1872 года  в Солдатской Ташле, как бойком пункте на Сызранском почтовом тракте, открыт еженедельный базар (по средам, исключая летней страдной поры (трех месяцев: июля, августа и сентября)).

## Население
| 2010 |
| ---- |
| 1571 |

- В 1780 году в селе жило: помещиковых крестьян — 50, пахотных солдат — 356, дворцовых крестьян — 29[4].
- В 1859 году в селе, в 215 дворах, жило: 1115 муж. и 1203 жен.[6];
- В 1900 году в с. Солдатской Ташле в 436 дворах жило: 1742 м. и 1818 ж.[11];

## Инфраструктура
- Центр тяжёлой атлетики имени В. И. Сорокина[15].
- Учебный центр «Солдатская Ташла» (В/Ч 83531 — 623 МРУЦ (ВС) Войсковая часть номер 83531 — 623 межвидовой региональный учебный центр войск связи и Учебный центр Ульяновского Высшего Военно-Технического Училища).
- Аэродром «Солдатская Ташла» (Ульяновский институт гражданской авиации).

## Достопримечательности
- Скульптура Соколова (1974 г.)[16][17].